# OOoOO
oOoOO (pronunciat com "oh") és un projecte estatunidenc de música electrònica i witch house creat pel productor americà i californià d'origen rus Christopher Dexter Greenspan l'any 2008. Aquest projecte és considerat com un dels pioners en el gènere del witch house conjuntament amb grups com Salem, White Ring i Balam Acab.
oOoOO va ésser el seu debut al món del witch house. "Our Love Is Hurting Us" fou el segon EP publicat per oOoOO amb la vocalista Butterclock (Laura Clock) com a convidada especial, i qui acompanyarà a Chris Dexter Greenspan als escenaris de concerts.
L'any 2010, oOoOO va publicar un single doble ("Roses / Seaww") amb el grup de witch house i post-industrial White Ring a la companyia discogràfica Emotion, situada a Suècia.
L'àlbum debut de oOoOO fou publicat l'any 2013 a la seva pròpia discogràfica situada a Turquia amb el nom de "Without Your Love" (amb Butterclock).
Chris Dexter Greenspan ha publicat nombrosos "remixes" d'altres cançons.
Chris Dexter Greenspan considera a Hanna Hunter com una de les seves influències musicals principals.
oOoOO ha aconseguit èxit amb el seu àlbum debut.

## Discografia

### EPs
- Untitled CD-R (CD-R, 2010, Disaro)
- oOoOO (EP, 2010, Tri Angle)
- Our Loving is Hurting Us (EP, 2012, Tri Angle)

### LPs
- Without Your Love (LP, 2013, Nihjgt Feelings)
- Faminine Mystique, amb Islamiq Grrrls (LP, 2018, Nihjgt Feelings)

### Singles
- Roses / Seaww (Split 7" with White Ring, 2010, Emotion)

### Col·laboracions
- "Hustling" amb Butterclock (Laura Clock)

### Remixes oficials
- The Big Pink – Tonight (oOoOO Remix) [2010]
- HIM – Shatter Me With Hope (oOoOO Remix) [2010]
- Salem – Asia (oOoOO Remix) [2010]
- Marina & The Diamonds - Obsessions (oOoOO Remix) [2010]
- o F F Love - CloseToU (oOoOO Remix) [2012]
- Danny Brown - Grown Up (oOoOO Remix) [2012]